# NR Canis Majoris
Coordenadas:  06h 45m 08.9173s, −16° 42′ 58.017″
NR Canis Majoris , também conhecida como HR 2853 , HD 58954 , e HIP 36186, é um Delta Scuti estrela variável com uma classificação espectral de F2V.